# Doypack
Doypack to rodzaj elastycznego opakowania z rozkładanym dnem, które może stać pionowo w celu ekspozycji, przechowywania i użytkowania. Opakowania typu doypack są powszechnie stosowane do pakowania żywności, kawy, herbaty, a także karmy dla zwierząt. Dolna część stojącego woreczka ma fałdy, aby zapewnić wsparcie i utrzymać opakowanie podczas ekspozycji lub użytkowania.
Opakowania tego rodzaju być napełniane ręcznie lub przy pomocy linii pakujących.

## Historia
Wczesne prace nad opakowaniami typu doypack były prowadzone we Francji przez Leona i Louisa Doyenów. Louis Doyen był prezesem firmy Thimonnier Company, która zarejestrowała nazwę „Doypack” (od DOYen „PACKaging”).

## Konstrukcja
Woreczki są zwykle zbudowane z materiałów wielowarstwowych: różnych folii z tworzyw sztucznych, papieru, folii itp. Woreczki są często zadrukowane efektowną grafiką lub też mają dołączone etykiety. Materiały muszą mieć specjalne właściwości zgrzewania na gorąco, aby umożliwić zgrzanie opakowania po zapakowaniu produktu. Fałdy dolne opakowania zazwyczaj składają się w kształt litery „W”, która otwiera się, aby umożliwić rozłożenie płaskiego dna. Czasami stosuje się również zakładki boczne.
Bardzo często woreczki posiadają także zamknięcie strunowe, które umożliwia zachowanie świeżości produktu po otwarciu zgrzewu.

## Produkcja
Maszyny pakujące zazwyczaj tworzą torebkę z wstępnie zadrukowanych roli materiału. Wstępnie uformowane torebki są wysyłane do pakowarki, gdzie są napełniane i zgrzewane. Alternatywą jest zintegrowana maszyna formująca, wypełniająca i zamykająca, zarówno pionowa, jak i pozioma. W przypadku żywności, napojów lub produktów medycznych szczególne wymagania dotyczące dezynfekcji i zmywania mają kluczowe znaczenie. Z uwagi na fakt, że maszyny tego typu są bardzo drogie, producenci często korzystają z usług innych firm pakujących.